# Translohr Tianjin
Der Translohr Tianjin war eine sogenannte „Tramway sur pneumatiques“ (frz. für „Straßenbahn auf Gummireifen“) im südöstlich gelegenen Stadtbezirk Binhai der chinesischen Stadt Tianjin. Die nach dem französischen System Translohr betriebene und 7,86 Kilometer lange Radiallinie verband die Station TEDA (Dongting Road) der Linie 9 der U-Bahn Tianjin mit dem sogenannten College District. Das System wurde vom Verkehrsunternehmen Tianjin Binhai Mass Transit Development Co. geführt und als Linie 1 bezeichnet. Die Bauarbeiten für das System begannen 2005, am 6. Dezember 2006 wurde der Testbetrieb aufgenommen und am 10. Mai 2007 begann schließlich der reguläre Fahrgastbetrieb. Die Verbindung wurde mit acht dreiteiligen Zweirichtungs-Gelenkwagen des Typs STE3 mit den Nummern 001–008 betrieben und bediente folgende 14 Haltestellen:
- TEDA (Dongting Road)
- 1st Avenue
- 2nd Avenue
- 3rd Avenue
- 4th Avenue
- 5th Avenue
- 6th Avenue
- 7th Avenue
- 8th Avenue
- 9th Avenue
- 10th Avenue
- 11th Avenue
- International Joint Academy
- College District
- North of College District

Der Betrieb wurde am 1. Juni 2023 stillgelegt und die Infrastruktur wurde anschließend abgebaut.

## Galerie

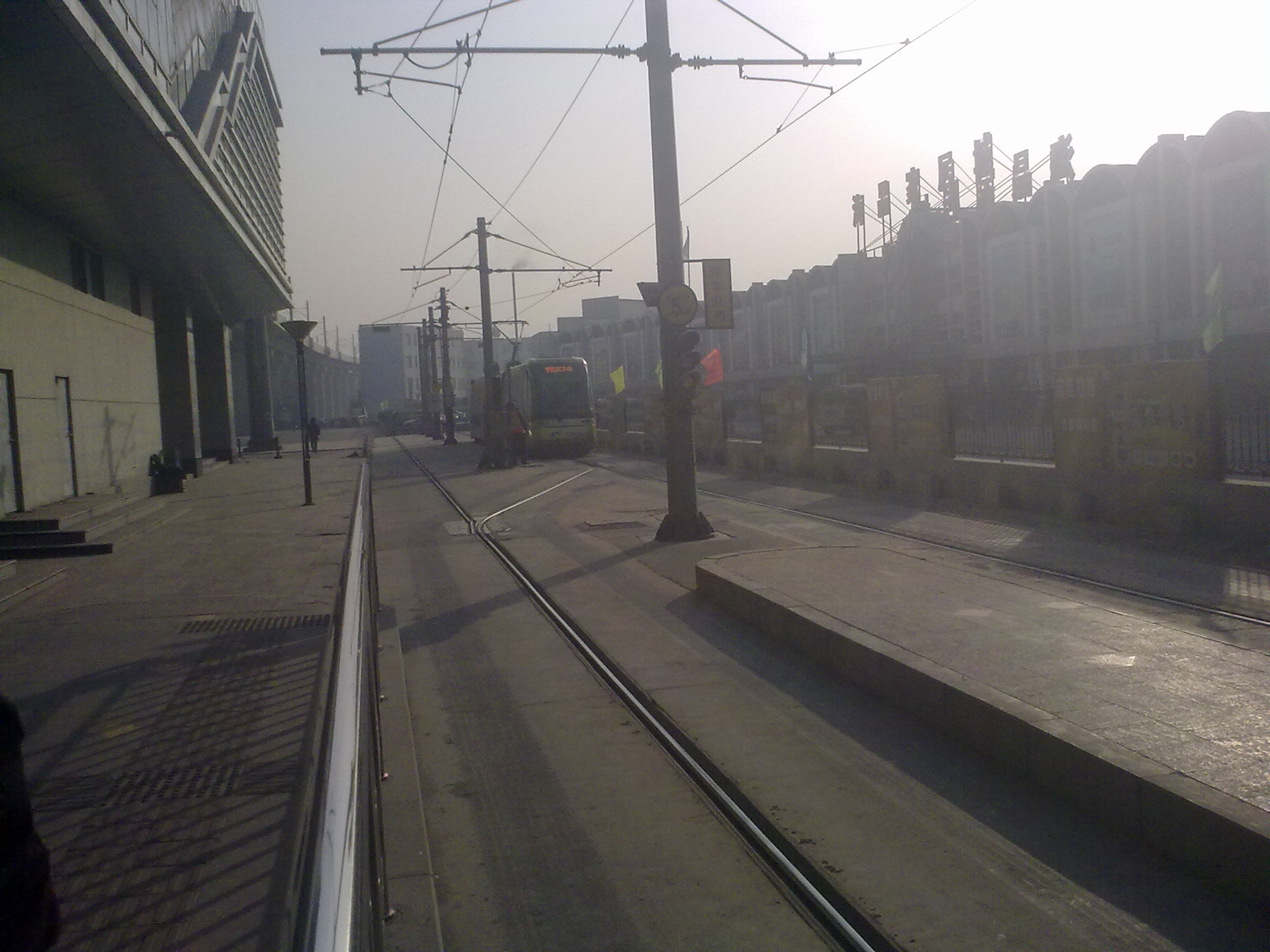
Endstation TEDA (Dongting Road)
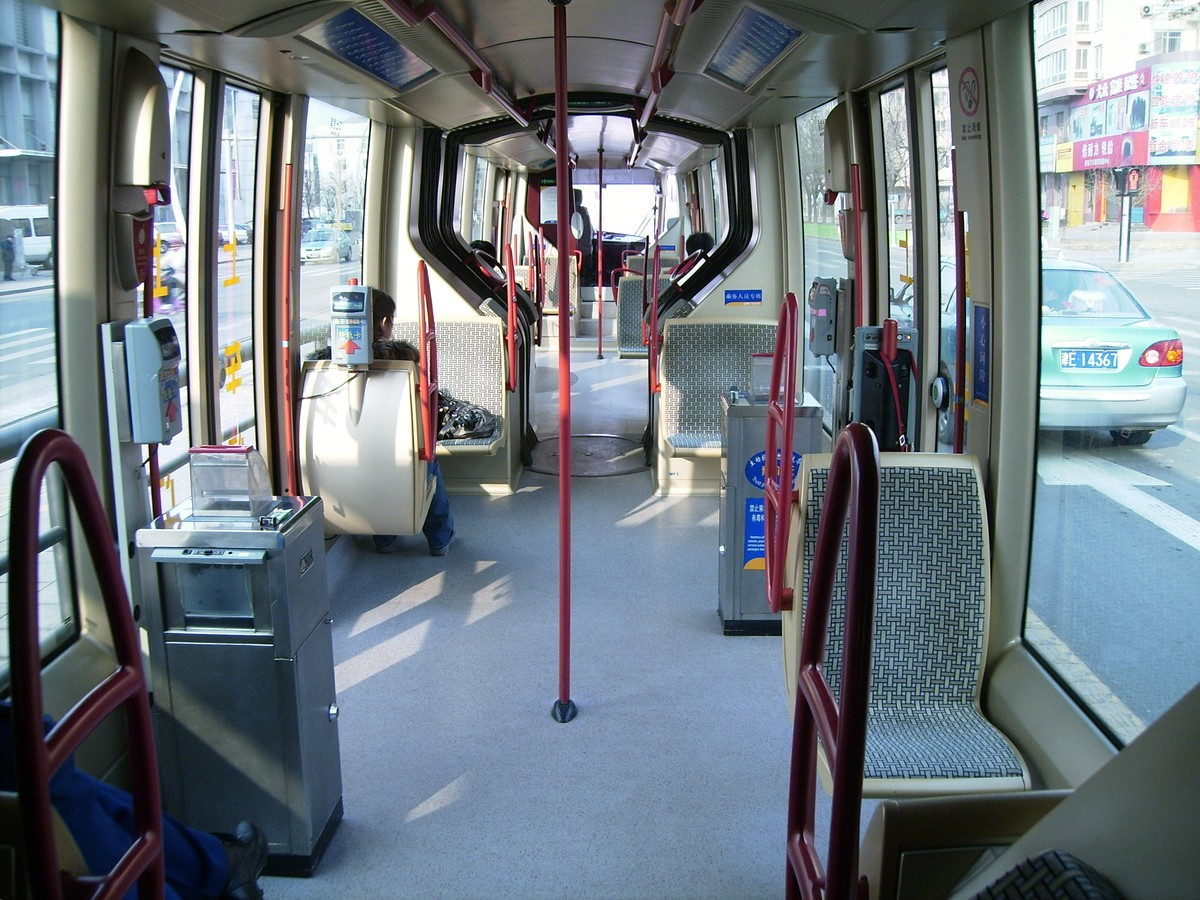
Inneneinrichtung eines Wagens